# SuperHeavy
SuperHeavy est un supergroupe de rock fondé en 2011 par Mick Jagger, Joss Stone, Dave Stewart, Damian Marley et A. R. Rahman. Stone et Stewart ont collaboré dans le passé avec Jagger. Jagger dit du groupe, « On voulait un mélange de différents styles musicaux... Nous voulions toujours des styles semblables, mais ils étaient néanmoins différents. » Jagger a créé ce groupe dans l'idée d'explorer différents genres musicaux, allant du reggae aux ballades et à la musique indienne.

## Histoire
L'existence de SuperHeavy reste secrète jusqu'en mai 2011. Le 20 mai 2011, des musiciens anglais et le principal chanteur des Rolling Stones, Mick Jagger, annoncent la formation du groupe. SuperHeavy est né d'une idée de David Stewart. Inspiré par le brassage de sons dans sa maison à Saint Ann's Bay, en Jamaïque, Stewart a demandé à Mick Jagger de faire fusionner cette ambiance musicale avec celle de la musique indienne. C'est cette inspiration qui a incité Allah Rakha Rahman à rejoindre le supergroupe. Le nom SuperHeavy serait inspiré par Mohamed Ali.
Au début de l'année 2009, Mick Jagger, Joss Stone, Dave Stewart, Damian Marley et A. R. Rahman ont participé à une session d'enregistrement aux studios Jim Henson à Los Angeles, dans le but « d'écrire des chansons ayant une signification », produisant ainsi 29 chansons en 10 jours[réf. nécessaire].

## Discographie

### Singles
- 2011 : Miracle Worker
- 2011 : Satyameva Jayate